# カンフーリーグ
『カンフーリーグ』（原題：功夫聯盟、英題：Kung Fu League）は、2018年の中国のアクション・コメディ映画。
日本では2019年11月18日から「のむコレ3」で公開された。

## ストーリー
チャイナ・アルファ・サイエンス社の漫画部門で働くフェイ・インションは、処女作の「カンフーリーグ」を描き上げ、同じ会社で憧れのバオアーにラブレターを渡すと決心した。叔母のインからは、同じくバウアーに想いを寄せる彼女の従兄・チャン社長に先を越されると発破をかけられる。インションは、バオアーのカバンにラブレターを隠したところを他の社員に見つかり、泥棒と疑われてしまう。一人バオアーだけは庇ってくれたが、彼女の「貧乏」という言葉に傷つき、インションは会社を出て行く。そして、夜の公園でイン叔母さんからもらったミニチュア誕生日ケーキの小箱を開け、カンフーの達人達にバオアーとの恋を手助けしてほしいと願うと、ロウソクに火が灯り、「カンフーリーグ」の原稿が宙を舞った。
時は遡って広東省佛山。正月七日（人日）、寶芝林のウォン・フェイフォンは獅子舞で奸人堅と対決し、勝利する。勝負に賭けをしたウォンの許嫁・イーは、愛人のX氏に別れの手紙を出し、涙ながらにウォンとの結婚を承諾する。その夜、ウォンは夢の中でインションから助けを求められる。目が醒めると、そこは2018年のホンディエン（横店影視城）だった。ウォンはそこで同じくタイムトラベルしてきた精武門のチェン・ジェンと、その師匠で秘宗拳のフォ・ユェンジャア、詠春拳のイップ・マンと出会う。
ウォン達は元の時代に帰るために手掛かりの夢の男（人魚男）を探し始め、マクドナルドで偶然バオアーと出会い、お金を恵んでもらう。しかし、直後にそのお金を引ったくられ、犯人を追って泥棒のアジトに辿り着く。ウォン達は襲ってきた悪党達を軽々と蹴散らし、リーダーのシーにインション探しを手伝わせる。ウォン達が夢でそれぞれインションから伝えられていた番号は電話番号で、発信してみるとその場で着信音が鳴った。偶然シーの部下がインションのスマートフォンを盗んでいたのだった。
ウォン達はスマートフォンのSNSのやり取りを手掛かりに、世界武術選手権の会場に潜入する。そして偶然ウォン師範関連資料を見つけ、「イー叔母の謎の恋人」という手紙を発見する。イーの愛人のフォは動揺し、チェンと共に慌てて誤魔化す。ウォン達は舞台の下に隠れていたインションを発見し、彼を連れ去る途中、チャン社長の師匠で形意拳の継承者チャオ・シャンフーに妨害される。チャオの追撃を辛くも切り抜けたウォン達は、インションに元に時代に戻すように迫るが、逆にチャン社長主催の世界武術選手権で優勝できるように鍛えてほしいと頼まれる。ウォン達はインションの特訓を開始し、気の経路と7つのチャクラ（頭頂部、眉間、ノド、胸、ヘソ、陰部、肛門の近く）を開く奥義を教える。
武術選手権前日、ウォン達を含むすべての出場者が会場入りする。ウォンは泥酔した上、イーの浮気相手がフォだと知って自暴自棄になり、部屋の壁に頭突きすると天井が崩れ、フォが負傷してしまう。一方、インションはプールでバオアーに告白する。実はバオアーも大学時代からインションのことが好きで、「カンフーリーグ」の原稿にラブレターを忍ばせていたのだった。二人はプールの中でキスをする。
翌日、世界武術選手権が開幕し、リングに上がったウォンはチャオに自分を殺してくれと頼み、一方的にやられる。見かねたフォがリングに乱入し、他の出場者をけしかけて大乱闘となる。フォとインションによる必死の説得のおかげで、ウォンはついに目が覚め、チャオと一進一退の激しい功夫対決を繰り広げる。あと一歩で決着かと思われた時、バオアーがチャンに捕まってしまい、試合はお預けとなる。一人残ったイップ・マンはシーから頼られるが、本当はイップ・マン（葉問）ではなく、逃亡犯のイップ・ビット・マン（葉別問）だと告白する。
インション達がバオアーの元に向かうと、チャンが待っていた。AIカンフー・アーマーを装着したチャンに、最初はチェンが挑むが、AIに分析され技を盗まれてしまい全く歯が立たない。続いてフォの秘宗拳も破られ、ウォンの無影脚は旋風無影脚ではじき返されてしまう。インションはチャンからわざと自分を攻撃させ、7つのチャクラと気の経路を開き、菩提達磨と同じように無の境地に達した。そしてAIでも分析不能な程の圧倒的な真の力を発揮し、チャンに勝利する。
武術選手権はシーが優勝し、イップ・ビット・マンは自首して模範囚となる。ウォン達3人は無事に元の時代に帰ることができ、教会で祈るイーの元へ行く。X氏とは実はフォではなくチェンのことで、怒ったウォンとフォはチェンを追いかける。

## キャスト
| 役名                           | 俳優                           | 日本語吹替 |
| ------------------------------ | ------------------------------ | ---------- |
| ウォン・フェイホン（黄師傅）   | チウ・マンチェク（趙文卓）     | 金子修     |
| フォ・ユェンジャア（霍大俠）   | アンディ・オン（安志杰）       | 山端零     |
| チェン・ジェン（陳阿真）       | チャン・クォックワン（陳國坤） | 斎藤寛仁   |
| イップ・ビット・マン（葉別問） | デニス・トー（杜宇航）         | 庄司然     |
| フェイ・インション（費英雄）   | シュー・ヤーシン（書亞信）     | 高梨謙吾   |
| バオアー（保兒）               | マイ・ディナ（麥迪娜）         | 福田楓     |
| チャン社長（張鵬）             | チャン・チーウェン（張子文）   |            |
| イー（十三姨）                 | チャン・ヤオ（張瑶）           |            |
| 春花                           | ジノウ・ジョウ（周子諾）       |            |
| チャオ・シャンフー（喬山虎）   | ブルース・リャン（梁小龍）     |            |
| シー（石敢當）                 | ホー・ユンウェイ（何雲偉）     | 鳩岡ポッポ |
| イン叔母さん（英姐）           | キングダム・ユン（苑瓊丹）     |            |
| 監督（張号）                   | レオン・カーヤン（梁家仁）     |            |
| アーチー（鬼脚七）             | ホン・ヤンヤン（熊欣欣）       |            |
| アーロン（猪肉榮）             | ラム・ジーチョン（林子聰）     |            |
| 牙擦蘇                         | ティミー・ハン（洪天明）       |            |
| 奸人堅                         | ロウ・ホイクォン（盧惠光）     |            |
| 阿牛                           | マース（火星）                 |            |

## スタッフ
- 監督：ジェフ・ラウ（劉鎮偉）
- 脚本：ジェンホン・ホアン（黄劍虹）
- 製作：江傳榮
- 製作総指揮：李建平、講武生
- 音楽：ロック・チェン（阿鯤）
- 撮影指導：グウォン・ティンウォー（鄺庭和）
- 美術指導：ラウ・ミンホン（劉敏雄）
- アクション監督：トニー・リャン（梁小熊）
- 編集：マク・チーシン（麥子善）

日本語版スタッフ
- 字幕翻訳：安本熙生
- 吹替翻訳：ガンダリ香穂里